# تشاد هيرمانسن
تشاد هيرمانسن (بالإنجليزية: Chad Hermansen)‏ هو لاعب كرة قاعدة أمريكي، ولد في 10 سبتمبر 1977 في مدينة سولت ليك في الولايات المتحدة.

## وصلات خارجية
- تشاد هيرمانسن على موقعبيزبول رفرنس.كوم (الدوري الرئيسي) (الإنجليزية)
- تشاد هيرمانسن على موقعبيزبول رفرنس.كوم (الدوري الثانوي) (الإنجليزية)
- تشاد هيرمانسن على موقع مشجعي الرسوم البيانية (الإنجليزية)